# Беранже, Пьер де
Пьер де Беранже (фр. Pierre de Bérenger; ум. 24 июля 1751), граф де Шарм и дю Га — французский генерал.

## Биография
Второй сын Жака де Беранже, графа де Шарм, и Мари-Анн де Симьян.
Первоначально титуловавшийся маркизом дю Га, в 1703 году поступил прапорщиком в полк Лёвиля, действовавший в составе Итальянской армии. 2 марта 1704 получил в этом полку роту своего брата и командовал ею при осадах Верчелли, Ивреи и ее цитадели, Верруэ, сдавшейся в апреле 1705. Участвовал в битве при Кассано в качестве адъютанта де Вандома. В 1706 году был при осаде Турина, в сражении под его стенами под Беранже были убиты две лошади.
В 1707—1708 годах служил в Савойе; в 1708-м содействовал взятию обоих Сезанов. В 1709—1710 годах был в Рейнской армии. Его брат был убит 24 сентября 1710 при осаде Сен-Венана и Пьер стал титуловаться графом де Беранже, а 4 октября 1710 получил Беррийский пехотный полк, где его брат был полковником. Командовал полком во Фландрской армии в 1711 году и в 1713-м при осадах Ландау и Фрайбурга. Полк был расформирован 7 октября 1714. Беранже 18 декабря стал полковником Шампанского полка.
1 мая 1731 сменил Шампанский поок на поок Виваре. Бригадир (20.02.1734), 1 апреля был направлен в Рейнскую армию, участвовал в атаке Этлмнгенских линий и осаде Филиппсбурга. 1 мая 1735 снова был назначен в Рейнскую армию; сражался в бою при Клаузене. Кампмаршал (1.05.1738), сложил командование полком.
С началом войны за Австрийское наследство 20 июля 1741 был послан в армию, направленную на помощь курфюрсту Баварскому. Командовал 1-й дивизией, перешедшей Рейн 15 августа у Фор-Луи и двинувшейся к австрийской, затем к богемской границе. Участвовал во взятии Праги, в 1742 году в бою при Сахаи, обороне Праги, из которой отступил с войсками 16 декабря в качестве командующего 8-й дивизии, с которой вернулся во Францию в феврале 1743.
1 августа 1743 был направлен в Верхнеэльзасскую армию маршала Куаньи. В ночь с 3 на 4 сентября отборные части противника численностью в три тысячи человек форсировали Рейн у острова Реньяк и двинулись к редуту Ренвиллер. Беранже во главе полков генерал-полковника и драгун Лопиталя атаковал неприятеля справа, одновременно с частями маркиза де Баленкура, ударившими слева, в результате чего противник был разгромлен и сброшен обратно в Рейн.
1 апреля 1744 был назначен во Фландрскую армию Морица Саксонского. Генерал-лейтенант армий короля (2.05.1744). Прикрывал осады Менена, Ипра и Фюрна, окончил кампанию в лагере Куртре. 1 февраля 1745 назначен в армию короля, служил при осаде города и цитадели Турне, сражался в битве при Фонтенуа.
1 января 1746 был пожалован Людовиком XV в рыцари орденов короля, цепь ордена Святого Духа получил 2 февраля.
1 мая 1746 снова направлен в армию короля, сражался в битве при Року. 1 мая 1747 также определен в армию короля, был взят в плен отрядом гусар под Сомбресом. Вернулся в королевский лагерь 2 июня. Сражался в битве при Лауфельде, где руководил наступлением левого фланга на деревню Лауфельд и был ранен. 15 апреля 1748 направлен во Фландрскую армию, участвовал в осаде Маастрихта.
Умер в Шале близ Жуаньи.

## Семья
Жена (18.09.1727): Франсуаза-Антуанетта Буше д'Орсе (крещена 26.01.1708), дочь Шарля Буше д'Орсе, королевского советника, рекетмейстера, интенданта в Гренобле и Лиможе, и Катрин Легран
Дети:
- Мари-Франсуаза (3.07.1728—7.06.1795). Муж (05.1746): Франсуа де Грате де Доломьё
- маркиз Раймон-Пьер (1733—1806). Жена (1755): Мари-Франсуаза-Камилла Беранже де Сассенаж (1738—1810), дочь маркиза Шарля-Франсуа де Сассенажа, и Мари-Франсуазы-Казимиры де Сассенаж
- Шарль (1.05.1737—?), граф де Беранже, генерал-лейтенант. Жена (1773): Мари-Тереза Лежандр де Вильморен (1755—?), дочь Филиппа-Шарля Лежандра де Вильморена, графа де Люсе-ле-Маль, генерального администратора почт, и Мари-Антуанетты Буре
- Мари-Сильви (ум. 25.03.1794). Муж (22.03.1749): Жоашен-Шарль де Сегльер-Бельфорьер, маркиз де Суайекур, капитан драгун, рыцарь ордена Святого Людовика. Гильотинирован в Париже 23 июня 1794